# Crossac

Crossac este o comună în departamentul Loire-Atlantique, Franța. În 2009 avea o populație de 2,679 de locuitori.